# Astrocompass

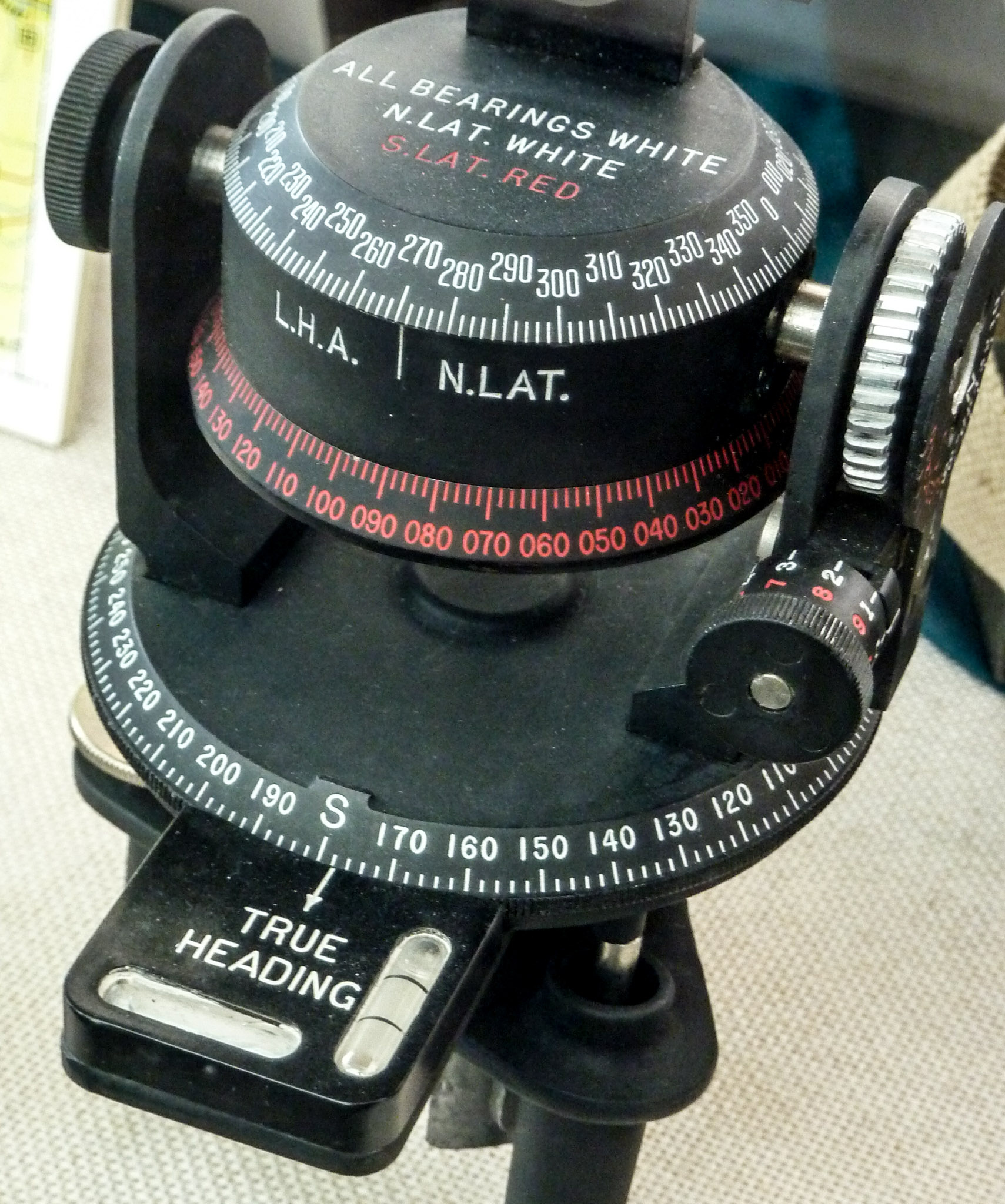
Astrocompass mk. II

Un astrocompass és un instrument de navegació per determinar l'exacta direcció del nord geogràfic mitjançant la posició d'un astre, sempre que es conegui l'hora local (mitjançant un rellotge).
Hi ha certes circumstàncies en qué la brúixola magnètica i girocompàs no són fiables. La més òbvia és en les regions polars, on la força exercida sobre l'agulla d'una brúixola magnètica és gairebé vertical i el girocompàs es torna inestable a causa de la rotació de la Terra. Les brúixoles magnètiques són també particularment sensibles als camps magnètics, com ara els produïts pels bucs dels vaixells, per alguns vehicles de metall o per certs equipaments (estructures metàl·liques). Abans de l'arribada d'ajudes electròniques a la navegació, com ara el GPS la manera més fiable per determinar el nord, en aquestes circumstàncies extremes era a través de la utilització d'un astrocompass.

## Principi d'ús
L'eix de rotació de la Terra es manté immòbil durant tot l'any, a tots els efectes. Per tant, coneixent l'hora local i la posició geogràfica (és a dir latitud i longitud), que s'ajusten en els limbs de l'instrument. Un astrocompass pot ser alineat amb qualsevol objecte astronòmic amb una posició coneguda i treure'n una lectura molt precisa.
En la seva forma més bàsica, un astrocompass està compost d'una placa base marcada amb els 360 punts de la brúixola, amb un mecanisme conegut com a tambor equatorial. En aquest tambor és un conjunt d'ajust llocs d'interès i una escala de declinació. Les versions més avançades poden tenir incorporat un cronòmetre o la configuració per defecte per a astres, com ara el Sol.
Per utilitzar l'astrocompass, primer cal anivellar la placa base amb l'horitzó i després apuntar aproximadament allà on l'usuari creu que hi ha el nord. Cal llavors inclinar el tambor equatorial en relació amb aquesta base d'acord amb la latitud local. Els llocs d'interès s'ajusta la pínula d'acord amb l'angle horari local i la declinació del cos astronòmic que s'està utilitzant. Una vegada s'han fet tots aquests ajustaments, queda simplement fer girar l'astrocompass fins que el cos astronòmic sigui visible a travers de la pínula: llavors es pot llegir el rumb sobre les divisions de la placa base.
Per poder seguir aquest procediment, un astrocompass exigeix als seus usuaris estar en possessió d'un almanac nàutic o unes taules astronòmiques similars, un dels seus principals desavantatges.

## Usos històrics
L'astrocompass només va començar a ser útil després de la invenció del cronòmetre nàutic, sense el qual és gairebé inútil per a la navegació. Fins i tot aleshores, va tenir un ús limitat, comparat primer amb el compàs magnètic i, a continuació amb el girocompàs, que són preferits en gairebé tots els casos.
L'exploració polar va ser un dels camps en què l'astrocompass va veure la majoria del seu ús, per les raons descrites més amunt. També han estat utilitzats al llarg de la història en altres climes per comprovar la veracitat d'altres tipus de brúixola: van ser d'utilitat, per exemple, en la Campanya del nord d'Àfrica de la Segona Guerra Mundial.
El GPS i altres formes similars de navegació electrònica han fet que l'astrocompass hagi quedat funcionalment obsolet en qualsevol lloc, excepte:
- Per a calibrar brúixoles, tant magnètiques com giroscòpiques
- Per a les zones molt a prop dels pols, on la cobertura del GPS no està disponible i no hi ha actualment ajudes electròniques a la navegació.

## Funcionament
El funcionament és el següent:
1. Obtenir l'hora local (per mitjà d'un rellotge)
2. Ajustar la latitud
3. Ajustar (a l'alidada) el L.H.A. de l'astre per a aquest dia obtinguda per mitjà de taules o un programa d'ordinador
4. Apuntar la pínnula cap a l'astre (sol o lluna)
5. Lectura del rumb en limb graduat